# V6 엔진
V6 엔진(영어: V6 engine)은 실린더가 공통 크랭크 샤프트를 공유하고 V 구성으로 배열된 6기통 피스톤 엔진이다.

## 역사
헨리 포드는 1930년대 후반부터 1940년대 초에 소형 경제 자동차 설계를 위해 5기통 직렬 엔진을 개발하였다.이 엔진은 미국의 소형 자동차에 대한 수요 부족으로 생산을 보지 못했다.

## 같이 보기
- 6기통 수평 엔진
- 6기통 직렬 엔진